# Narora
Narora es  un pueblo y nagar Panchayat situado en el distrito de Bulandshahr en el estado de Uttar Pradesh (India). Su población es de 22775 habitantes (2011). Se encuentra a orillas del río Ganges.

## Demografía
Según el  censo de 2011 la población de Narora era de 22775 habitantes, de los cuales 12186 eran hombres y 10589 eran mujeres. Narora tiene una tasa media de alfabetización del 71,10%, superior a la media estatal del 67,68%: la alfabetización masculina es del 80,36%, y la alfabetización femenina del 60,46%.